# Фађету (Салаж)
Фађету (рум. Făgetu) насеље је у Румунији у округу Салаж у општини Плопиш. Oпштина се налази на надморској висини од 634 m.

## Становништво
Према подацима из 2002. године у насељу је живело 767 становника.

### Попис2002.
| Расподела становништва по националности 2002.‍ | Расподела становништва по националности 2002.‍ | Расподела становништва по националности 2002.‍ | Расподела становништва по националности 2002.‍ | Расподела становништва по националности 2002.‍ |
| --------------------------------------------- | --------------------------------------------- | --------------------------------------------- | --------------------------------------------- | --------------------------------------------- |
|                                               |                                               |                                               |                                               |                                               |
| Словаци                                       | Словаци                                       |                                               | 765                                           | 100,0%                                        |